# Oxytate greenae
Oxytate greenae là một loài nhện trong họ Thomisidae.
Loài này thuộc chi Oxytate. Oxytate greenae được Benoy Krishna Tikader miêu tả năm 1980.